# Robert Newmyer
Robert F. Newmyer (Washington, D.C., 30 de maio de 1956 — Toronto, 12 de dezembro de 2005) foi um produtor cinematográfico norte-americano.